# 박스 세트

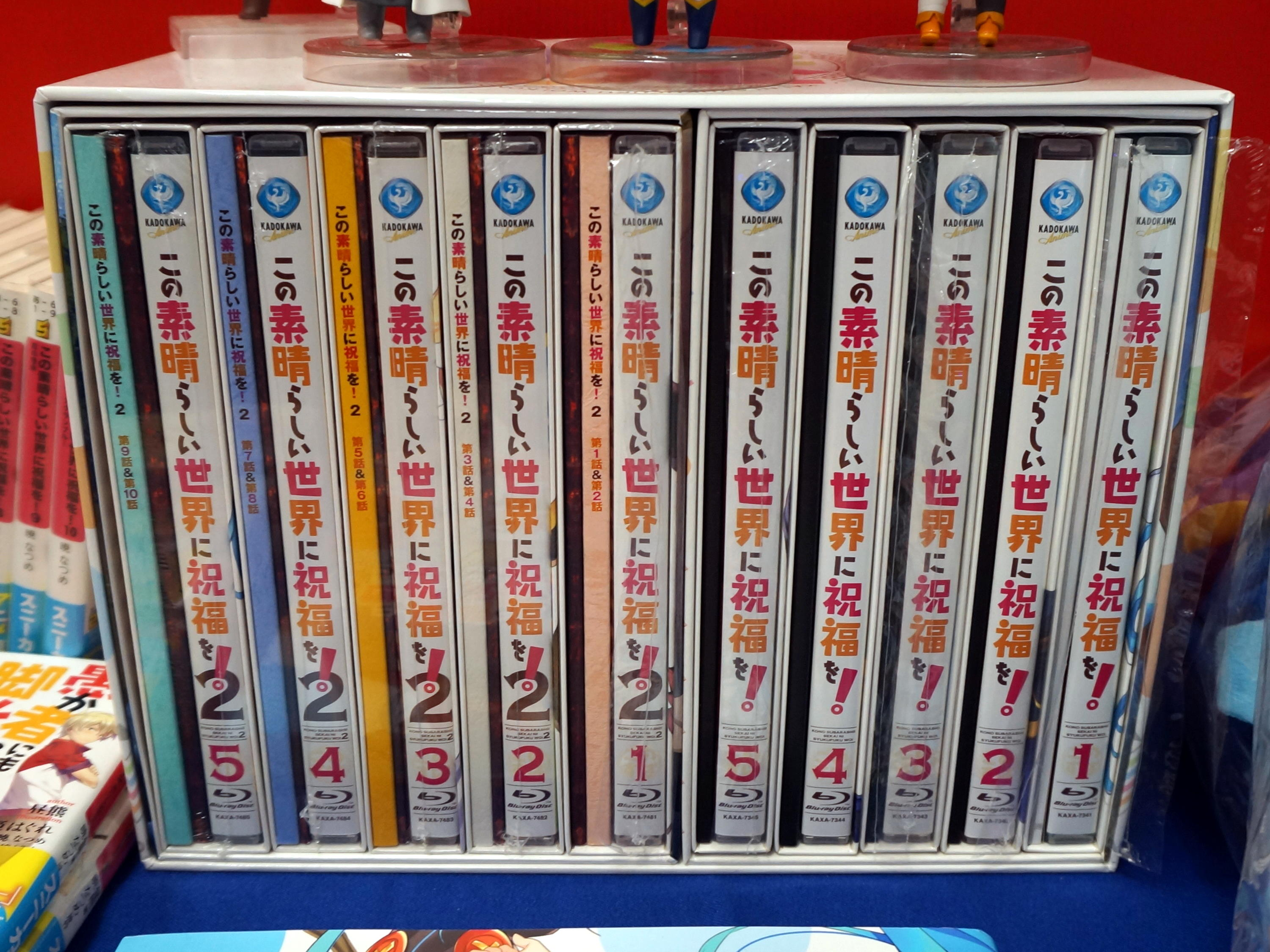

박스 세트(box set)는 전통적으로 상자에 일련의 물건(예: 책, 음악 녹음, 영화 또는 TV 프로그램)을 넣어 포장한 상자이다. 음악 부문에서는 하나의 상자 안에 여러 개의 음반을 넣은 것을 말한다.